# Cephalozia grandifolia
Cephalozia grandifolia là một loài rêu trong họ Cephaloziaceae. Loài này được Steph. mô tả khoa học đầu tiên năm 1916.